# Oddział partyzancki esauła Czerniecowa
Oddział partyzancki esauła Czerniecowa (ros. Партизанский отряд есаула Чернецова) – ochotnicza jednostka wojskowa białych o charakterze partyzanckim podczas wojny domowej w Rosji.
W czasie formowania regularnej Armii Ochotniczej pod koniec 1917 r. z rozkazu atamana Kozaków dońskich Aleksieja M. Kaledina zostało utworzonych szereg kozackich oddziałów partyzanckich. Do najsławniejszych należał oddział esauła Wasilija M. Czerniecowa, dowódcy partyzanckiego jeszcze z okresu I wojny światowej. Powstał już 30 listopada 1917 r. w Nowoczerkasku. Zgłosiło się do niego 115 ochotników, ale następnego dnia zostało jedynie 30. Składał się głównie z młodzieży – gimnazjalistów, studentów, kadetów, młodych oficerów. Początkowo był niemalże jedyną siłą zbrojną atamana A.M. Kaledina. Swój szlak bojowy rozpoczął w rejonie stanicy Lichaja. Przez ponad półtora miesiąca walczył z wojskami bolszewickimi na kierunku woroneskim. 12 stycznia 1919 r. otrzymał od dowództwa Armii Ochotniczej dwa działa polowe, z których utworzono pluton artylerii. Ponadto w skład oddziału wchodził wówczas pododdział karabinów maszynowych i zwiadowców. Dowodził nimi ppłk Dmitrij T. Mionczinski. W różnym czasie struktura organizacyjna i liczebność oddziału zmieniały się. 15 stycznia oddział skierował się na północ. Kozacy zajęli stację kolejową Zwieriewo i stanicę Lichaja. Oddziały bolszewickie odzyskały jednak stację Zwierewo, odcinając partyzantów od Nowoczerkaska. W tej sytuacji, wydzieliwszy kompanię oficerską do ataku na Zwierewo, połączone siły esauł W.M. Czerniecow skoncentrował do obrony stanicy Lichaja. W tym czasie oddział składał się z trzech sotni, dowodzonych przez por. Kuroczkina, esauła Bryłkina i sztabsrotmistrza Inoziemcewa. Całość sił liczyła ok. 600 ludzi. Ostatecznie esauł W.M. Czerniecow zmienił zdanie, po czym zaatakował stanicę Kamienskaja, na północ od stanicy Lichaja. Oddziały bolszewickie po krótkiej walce wycofały się, zaś wchodzące w ich skład jednostki kozackie w ogóle nie wzięły udziału w boju. W stanicy Kamienskaja do partyzantów przyłączyła się drużyna sformowana z miejscowych oficerów. Dalsze natarcie skierowano z powrotem w stronę Nowoczerkaska, w wyniku czego droga do tego miasta została oczyszczona. Kozacy zdobyli wagon kolejowy z pociskami artyleryjskimi i 12 karabinów maszynowych. Rozkazem atamana A.M. Kaledina W.M. Czerniecow został awansowany do stopnia pułkownika. 20 stycznia powrócono pod stanicę Kamienskaja. Tam opracowano plan dalszego ataku. Jedna sotnia i pluton oficerski z działem miały obejść stanicę Głubokaja, zaś pozostałe dwie sotnie z drugim działem zaatakować przeciwnika od czoła. Podczas walki 21 stycznia nieoczekiwanie pojawiło się pięć bolszewickich sotni kawalerii starsziny wojskowego Gołubowa. Nieliczni partyzanci zostali rozbici, tracąc wielu zabitych, w tym swojego dowódcę płk. W.M. Czerniecowa. Pozostali rozbiegli się po stepie. Po pewnym czasie resztki oddziału dołączyły do oddziału partyzanckiego generała Semiletowa.